# Общий объём оборота товаров
Общий объем оборота товаров (англ. Gross Merchandise Volume  или Gross Merchandise Value, сокр. GMV) – термин, применяемый в электронной торговле для описания совокупного объема продаж через торговую площадку за определенный период времени. Выручка сайта рассчитывается исходя из платежей по оказанию услуг и поэтому отличается от суммового объема проданных товаров. 
GMV для компаний, занимающихся электронной коммерцией, рассчитывается как цена проданного покупателю товара, умноженная на количество реализованной продукции. Например, если компания реализует 10 книг по цене 100 долларов, ее GMV будет равен 1000 долларов. Этот показатель также рассматривается как показатель валовой выручки. В этом случае, бизнес-модель основана на розничной модели, при которой компания приобретает товары, содержит товарно-материальные запасы (в случае необходимости) и в конечном счете продает или доставляет их конечным потребителям. Однако, данный показатель не включает в себя расходы от продаж и отмены/возвраты продукций. 